# Enzen (Stadthagen)
Enzen è una frazione (Ortsteil) del comune di Stadthagen, nel land della Bassa Sassonia, in Germania.

## Storia
Già comune autonomo nel circondario di Schaumburg-Lippe, fu soppresso e incorporato a Stadthagen il 1º marzo 1974.
| Controllo di autorità | VIAF (EN) 305156470 · GND (DE) 1038799163 |